# Buenos Aires (Cauca)
Buenos Aires ist eine Gemeinde (municipio) im Departamento Cauca in Kolumbien.

## Geographie
Buenos Aires liegt in der Provincia del Norte in Cauca auf einer Höhe von 1200 m ü. NN, 115 km von Popayán entfernt. Das Gebiet der Gemeinde ist gebirgig und wird vom Fluss Cauca durchzogen. Die Gemeinde grenzt im Osten an Santander de Quilichao, im Westen an Suárez, López de Micay (beide Cauca) und Buenaventura (Valle del Cauca), im Norden an Jamundí und Buenaventura (beide Valle del Cauca) und im Süden an Suárez und Morales (beide Cauca) sowie den Fluss Ovejas.

## Bevölkerung
Die Gemeinde Buenos Aires hat 34.631 Einwohner, von denen 2668 im städtischen Teil (cabecera municipal) der Gemeinde leben (Stand: 2019).

## Geschichte
Buenos Aires wurde ursprünglich 1536 auf dem Berg Cerro Catalina gegründet, da sich dort eine Mine befand, in der insbesondere Sklaven arbeiteten, die aus Afrika stammten. Im Laufe der Jahre wurde der Ort zwei Mal umgesiedelt und schließlich 1823 am heutigen Ort neu gegründet.

## Wirtschaft
Die wichtigsten Wirtschaftszweige von Buenos Aires sind Bergbau und Landwirtschaft (oft als Subsistenzwirtschaft).